# Kuppachariroppa, Madhugiri
Kuppachariroppa là một làng thuộc tehsil Madhugiri, huyện Tumkur, bang Karnataka, Ấn Độ.